# Reprezentacja Związku Radzieckiego w hokeju na trawie mężczyzn

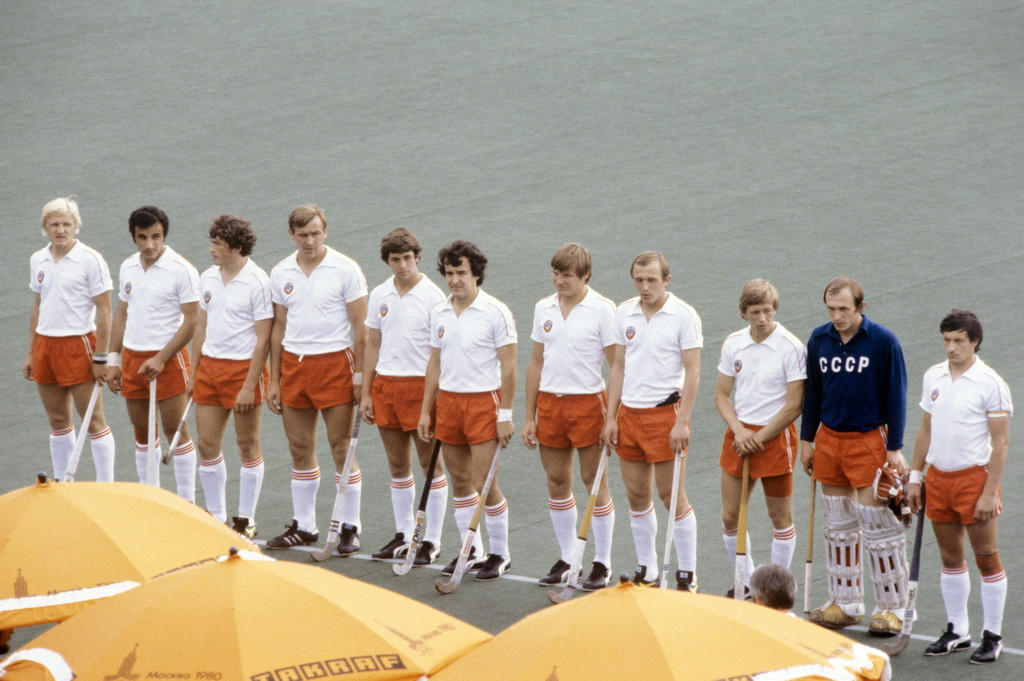
Reprezentacja ZSRR w hokeju na trawie mężczyzn na igrzyskach olimpijskich 1980 w Moskwie

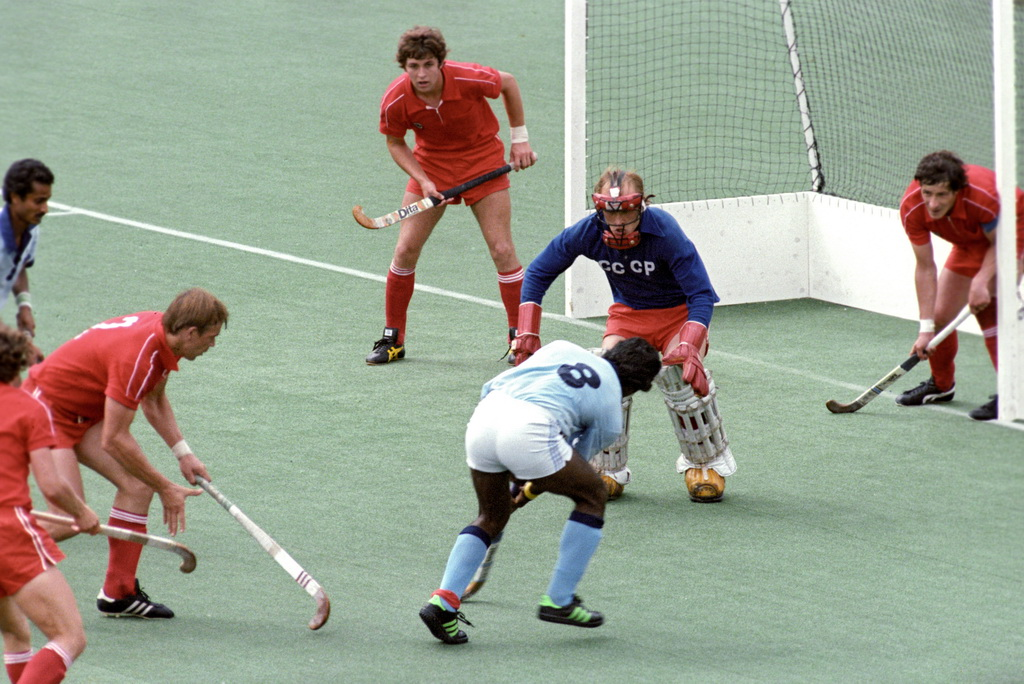
Mecz ZSRR – Indie na igrzyskach olimpijskich 1980 w Moskwie

Reprezentacja Związku Radzieckiego w hokeju na trawie mężczyzn należała w czasach swojego istnienia do silniejszych zespołów na świecie. Największym jej sukcesem był brązowy medal igrzysk olimpijskich oraz srebrny mistrzostw Europy. Pięciokrotnie występowała w Champions Trophy, zajmując 4. miejsce w 1988.

## Osiągnięcia

### Igrzyska olimpijskie
Uwaga: Związek Radziecki wystartował po raz pierwszy na letnich igrzyskach olimpijskich w 1952 w Helsinkach i od tamtej pory reprezentacja ZSRR wystartowała na wszystkich igrzyskach do 1988 (oprócz igrzysk w Los Angeles w 1984).
- 1952 – nie wystąpiła
- 1956 – nie wystąpiła
- 1960 – nie wystąpiła
- 1964 – nie wystąpiła
- 1968 – nie wystąpiła
- 1972 – nie wystąpiła
- 1976 – nie wystąpiła
- 1980 –  3. miejsce
- 1988 – 7. miejsce

### Mistrzostwa świata
- 1971 – nie wystąpiła
- 1973 – nie wystąpiła
- 1975 – nie wystąpiła
- 1978 – nie wystąpiła
- 1982 – 6. miejsce
- 1986 – 4. miejsce
- 1990 – 6. miejsce

### Mistrzostwa Europy
- 1970 – 14. miejsce
- 1974 – nie wystąpiła
- 1978 – 9. miejsce
- 1983 –  2. miejsce
- 1987 – 4. miejsce
- 1991 – 4. miejsce